# Scolecophidia
Scolecophidia là một cận bộ rắn. Chúng có chiều dài từ 10–100 cm, nhưng có loài chỉ dài 2 mm. Tất cả chúng sống trong hang dưới đất. Hiện cận bộ này có 5 họ và 12 chi được công nhận.

## Các họ
| Họ               | Tác giả                               | Số chi | Tên gọi chung              | Phạm vi phân bố                                           |
| ---------------- | ------------------------------------- | ------ | -------------------------- | --------------------------------------------------------- |
| Anomalepididae   | Taylor, 1939                          | 4      | Rắn mù nguyên thủy         | Nam Trung Mỹ và Bắc Mỹ.                                   |
| Leptotyphlopidae | Stejneger, 1892                       | 2      | Rắn mù thon                | Châu Phi, Tây Á và châu Mỹ.                               |
| Typhlopidae      | Merrem, 1820                          | 4      | Rắn mù/rắn giun đuôi dài   | Hầu hết ở vùng nhiệt đới và cận nhiệt trên khắp thế giới. |
| Gerrhopilidae    | Vidal, Wynn, Donnellan & Hedges, 2010 | 1      | Rắn mù/rắn giun Nam Á      | Nam Á, Đông Nam Á, New Guinea.                            |
| Xenotyphlopidae  | Vidal, Wynn, Donnellan & Hedges, 2010 | 1      | Rắn mù/rắn giun Madagascar | Madagascar.                                               |